# رضا كاتب
رضا كاتب (بالفرنسية: Reda Kateb)‏
```
(و. 
1977
 – 
م
)
[
3
]
 هو 
ممثل
، 
وممثل أفلام
 من 
فرنسا
 . ولد في 
ايفري-سور-سين
 .
[
4
]
```

## جوائز
حصل على جوائز منها:
- فارس وسام الفنون والآداب.

## روابط خارجية
- رضا كاتب على موقع IMDb (الإنجليزية)
- رضا كاتب على موقع قاعدة بيانات الأفلام العربية
- رضا كاتب على موقع ألو سيني (الفرنسية)
- رضا كاتب على موقع ميوزك برينز (الإنجليزية)
- رضا كاتب على موقع أول موفي (الإنجليزية)
- رضا كاتب على موقع قاعدة بيانات الأفلام السويدية (السويدية)
- رضا كاتب على موقع ديسكوغز (الإنجليزية)
- رضا كاتب على موقع قاعدة بيانات الفيلم (الإنجليزية)
- رضا كاتب على موقع كينوبويسك (الروسية)